# Carl Ludvig Gjellerup
Carl Ludvig Gjellerup (født 1796 i København, død 22. oktober 1876 på St. Croix) var en dansk officer og arkitekt. 
Han blev uddannet på Hærens Officersskole og 1826 sendt som sekondløjtnant til Dansk Vestindien for at gøre tjeneste ved infanteriet. Han udnævntes i 1832 til adjudant for generalguvernøren og døde som oberst i Vestindien.
Gjellerup udførte opmålinger af eksisterende bygninger og man formoder, at han omkring 1830 forestod en omfattende ombygning af guvernementsbygningen i Christiansted, bl.a. med tilføjelse af trappe- og indgangsparti i gavlen. Han havde også en privat praksis, der bl.a. resulterede i Pentheny's Hotel, som var et karakteristisk udtryk for den danske koloniarkitektur på St. Croix, bl.a. ved en åben arkade mod gaden.
Han blev gift med Anna Maria Justa von Schmidten (19. juli 1792 på Urup – 18. november 1849 i Roskilde). Han havde også samliv med Sarah Black (ca. 1810 på St. Kitts – 26. december 1879).